# Valkjärvi (sjö i Heinola, Päijänne-Tavastland, 61,31 N, 26,34 Ö)
Valkjärvi är en sjö i kommunen Heinola i landskapet Päijänne-Tavastland i Finland. Arean är 36 hektar och strandlinjen är 3,84 kilometer lång. Sjön  ingår i Kymmene älvs huvudavrinningsområde.   Den ligger omkring 51 kilometer nordöst om Lahtis och omkring 150 kilometer nordöst om Helsingfors. 